# Zâmbetul (film din 1994)
Zâmbetul (titlul original: în franceză Le Sourire) este un film dramatic francez, realizat în 1994 de regizorul Claude Miller, protagoniști fiind actorii Jean-Pierre Marielle, Richard Bohringer, Emmanuelle Seigner și Chantal Banlier.

## Rezumat
Respectatul psihiatru Pierre-François, care o tratează printre alți pacienți pe tânăra nimfomană Brigitte, în clinica sa din zona rurală Charente, suferă un infarct. Colega sa Gaby îi spune clar că următorul atac poate avea loc oricând și că poate are doar puțin timp de trăit. Drept urmare, Pierre-François își pierde orice bucurie și se simte obosit de viață. Simte nevoia să-i facă cadou fostei sale soții Chantal un tablou cu o fetiță, în conformitate cu vechea ei dorință. În drum spre ea, în compartimentul trenului o întâlnește pe tânăra și senzuala Odile, care dormind pe banchetă, îl atrage deodată pe acest domn în vârstă cu frumusețea ei. Trezindu-se pentru o clipă, fata îl roagă zâmbindu-i să o anunțe când vor ajunge la Saint-Trojan-les-Bains.
Odile, la rândul ei, a cedat fascinației unui spectacol de striptease cu patru dansatoare, organizat de animatorul Jean-Jean la târgul din apropiere de Saint-Trojan-les-Bains. Ea visează să fie admirată de mulți bărbați într-un show de striptease. Când Jean-Jean o invită să lucreze pentru el, ea refuză inițial. Din întâmplare, Pierre-François o vede jucând tenis. El jubilează în jurul ei și aranjează să se întâlnească seara și să meargă împreună la spectacolul de striptease. Când își ia rămas bun, încearcă să o sărute dar este respins. Dar ea îi iartă gestul și îl reîntâlnește. 
Când se decide să se facă striptease, Jean-Jean o sfătuiește să nu o facă în preajma familiei și prietenilor. Cei doi pleacă mpreună, dar cu ei călătorește și Pierre-François ca însoțitor în îndepărtatul Angoulême la prietenul lui Jean-Jean numit „mătușa”, care are aceeași afacere ca și el, dar acesta nu prea știe cum să o integreze pe Odile în programul său. Când în timpul unei mese se abordează subiectul despre sex, Odile îi părăsește fugind. Odile însăși suferă de o boală misterioasă care îi provoacă în ultimul timp sângerare pe nas tot mai des.
După o criză de slăbiciune, Pierre-François se mută într-o cameră de hotel. Noaptea vine Odile și se culcă cu el. A doua zi, Odile are un spectacol: înconjurată de alți dansatori goi, se dezbrăcă complet, intră dansând în public și cade fără suflare. 
Întors acasă, Pierre-François tânjește după ea.

## Distribuție
- Jean-Pierre Marielle – Pierre-François Le Clainche
- Richard Bohringer – Jean-Jean
- Emmanuelle Seigner – Odile
- Chantal Banlier – Loulou
- Bernard Verley – „ma tante” („mătușa”)
- Mathilde Seigner – Tuttut
- Nathalie Cardone – Brigitte
- Nadia Barentin – Gaby
- Maïté Nahyr – Mado
- Christine Pascal – Chantal
- Didier Bénureau – vesta roșie
- Jean-Paul Bonnaire – Yougo
- Noëlla Dussart – Chipper
- Catherine Mongodin – Wagon
- Jeanne Savary – Cisca
- Claude Miller – cameo
- Myriam Nedellec – o fată Miami-Follies (ca Myriam Anne)
- Pascale Jonville – o fată Miami-Follies
- Sabine Tingry – o fată Miami-Follies
- Cynthia Van Damme – o fată Miami-Follies

## Melodii din film
- Jump for Joy – Duke Ellington & Peggy Lee
- Osez Joséphine – Alain Bashung
- Quatuor en ut majeur op. 20 – Joseph Haydn
- Moment musical en la bémol majeur D780 – Franz Schubert
- Menuet en ut dièse mineur D600 – Franz Schubert